# Stor-Bränntjärnmyran
Stor-Bränntjärnmyran är ett naturreservat i Umeå kommun och Vindelns kommun i Västerbottens län.
Området är naturskyddat sedan 2008 och är 293 hektar stort. Reservatet omfattar myrområden med granskog omkring dessa.